# Hilde Holger
Hilde Holger (Vienna, 18 ottobre 1905 – Londra, 22 settembre 2001) è stata una ballerina e coreografa austriaca nota per la sua innovativa e sperimentale fusione di danza moderna e movimenti folcloristici tradizionali.

## Biografia
Nata il 28 settembre 1905 a Vienna, Hilde Holger ha studiato danza con Gertrud Bodenwieser, che ha influenzato profondamente il suo stile coreografico. Nel 1928, Hilde Holger ha fondato la sua compagnia di danza, la Hilde Holger Dance Group, che ha eseguito le sue coreografie in tutta l'Europa.
Durante gli anni '30, Hilde Holger ha iniziato ad esplorare l'idea di unire i movimenti della danza moderna con i balli popolari tradizionali austriaci, sviluppando così il suo stile unico di danza folk-moderna. Nel 1938, a causa dell'Anschluss dell'Austria alla Germania nazista, Hilde Holger è stata costretta a fuggire a Londra con la sua famiglia.
In Gran Bretagna, Hilde Holger ha continuato ad insegnare e a creare danza, sviluppando ancora di più il suo stile unico. Nel 1951, ha fondato la Hilde Holger and Ballet School, che ha formato molti ballerini professionisti. Nel corso degli anni, Hilde Holger ha anche lavorato come coreografa per il teatro e la televisione britannica.

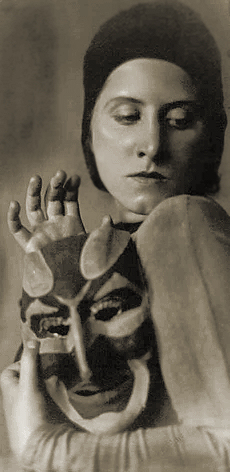
Foto della celebre ballerina Hilde Holger

Nel 1963, Hilde Holger ha fatto ritorno in Austria, dove ha continuato ad insegnare e a creare danza fino alla sua morte, avvenuta nel 2001. Nel corso della sua carriera, Hilde Holger ha ricevuto numerosi premi e riconoscimenti, tra cui la Medaglia d'Oro del governo austriaco per le arti e la cultura nel 1995.
Hilde Holger è stata una figura importante e innovativa nella storia della danza moderna, famosa per la sua capacità di unire la tradizione con l'avanguardia. Il suo stile di danza unico ha ispirato molti ballerini e coreografi, e la sua eredità continua ad essere celebrata nel mondo della danza oggi.

## Coreografie
| Anno | Prestazione                                  | Musica                                                        | Luogo del congresso                  | Altro                               |  |
| ---- | -------------------------------------------- | ------------------------------------------------------------- | ------------------------------------ | ----------------------------------- |  |
| 1923 | Bouree                                       | Johann Sebastian Bach                                         | Wiener Secession                     |                                     |  |
| 1923 | Eine Seifenblase                             | Claude Debussy                                                | Wiener Secession                     |                                     |  |
| 1923 | Forelle                                      | Franz Schubert                                                | Wiener Secession                     |                                     |  |
| 1923 | Humoreske                                    | Max Reger                                                     | Wiener Secession                     |                                     |  |
| 1923 | Le Martyre de Saint Sebastien                | Claude Debussy                                                | Wiener Secession                     |                                     |  |
| 1923 | Reiter im Sturm                              | Siegfried Frederick Nadel                                     | Wiener Secession                     |                                     |  |
| 1923 | Sarabande                                    | Johann Sebastian Bach                                         | Wiener Secession                     |                                     |  |
| 1923 | Trout                                        |                                                               |                                      |                                     |  |
| 1923 | Vogel als Prophet                            | Franz Schubert                                                | Wiener Secession                     |                                     |  |
| 1926 | Funeral March for a Canary                   | Lord Berners                                                  |                                      |                                     |  |
| 1926 | Mechanical Ballet                            |                                                               |                                      |                                     |  |
| 1929 | Chaconne & Variations                        | George Frideric Handel                                        |                                      |                                     |  |
| 1929 | Englischer Schafertanz                       | Percy Aldridge Grainger                                       |                                      |                                     |  |
| 1929 | Hebraischer Tanz solo                        | Alexander Moissejewitsch Weprik                               |                                      |                                     |  |
| 1929 | Lebenswende                                  | Karel Boleslav Jirák                                          |                                      |                                     |  |
| 1929 | Marsch                                       | Sergei Sergejewitsch Prokofjew                                |                                      |                                     |  |
| 1929 | The Martyrdom of Saint Sebastien             | Claude Debussy                                                |                                      |                                     |  |
| 1929 | Mutter Erde                                  | Heinz Graupner                                                |                                      |                                     |  |
| 1929 | Sarabande und Bourree                        | Johann Sebastian Bach                                         |                                      |                                     |  |
| 1929 | Tanz nach Rumaischene Motive                 | Béla Bartók                                                   |                                      |                                     |  |
| 1931 | Javanische Impression                        | Heinz Graupner                                                |                                      |                                     |  |
| 1933 | Kabbalistischer Tanz                         | Vittorio Rieti                                                |                                      |                                     |  |
| 1936 | Ahasver                                      | Marcel Rubin                                                  | Volkshochschule, Wien                |                                     |  |
| 1936 | Barbarasong                                  | Kurt Weill                                                    | Volkshochschule, Wien                |                                     |  |
| 1936 | Engel der Verkündigung                       | Georg Friedrich Händel                                        | Volkshochschule, Wien                |                                     |  |
| 1937 | Flämischer Bilderboden                       | nach Breughel                                                 | Volksbildungshaus, Stöbergasse, Wien |                                     |  |
| 1937 | Golem                                        | Friedrich Wilckens                                            | Volksbildungshaus, Stöbergasse, Wien |                                     |  |
| 1937 | Mystischer Kreis                             | Rudolph Reti                                                  | Volksbildungshaus, Stöbergasse, Wien |                                     |  |
| 1937 | Orientalischer Tanz                          | Graupner                                                      | Volksbildungshaus, Stöbergasse, Wien |                                     |  |
| 1937 | Passacaglia                                  | Georg Friedrich Händel                                        | Volksbildungshaus, Stöbergasse, Wien |                                     |  |
| 1937 | Tango                                        | Ralph Benatzky                                                | Volksbildungshaus, Stöbergasse, Wien |                                     |  |
| 1948 | Annunciation                                 |                                                               |                                      |                                     |  |
| 1948 | Emperors new Clothes                         | Wolfgang Amadeus Mozart                                       |                                      |                                     |  |
| 1948 | Pavane                                       | Maurice Ravel                                                 |                                      |                                     |  |
| 1948 | Russian Fairy Tales                          | Alexander Porfirjewitsch Borodin, Modest Petrovich Mussorgsky |                                      |                                     |  |
| 1948 | Selfish Giant                                |                                                               |                                      |                                     |  |
| 1948 | Tales and Legends in Modern Ballet           |                                                               |                                      |                                     |  |
| 1948 | Viennese Waltz                               | Johann Strauss II                                             |                                      |                                     |  |
| 1952 | Dance with Cymbals on the Indian Ocean       |                                                               |                                      |                                     |  |
| 1952 | Dance with Tambourines                       | Fritz Dietrich                                                |                                      |                                     |  |
| 1952 | Nocturne                                     | Heinz Graupner                                                |                                      |                                     |  |
| 1952 | Slavic Dance                                 | Antonín Dvořák                                                |                                      |                                     |  |
| 1954 | Aztec Cult (Sacrifice)                       |                                                               |                                      |                                     |  |
| 1954 | Barbar the Elephant                          |                                                               |                                      |                                     |  |
| 1954 | Old Vienna                                   |                                                               |                                      |                                     |  |
| 1954 | Orchid                                       |                                                               |                                      |                                     |  |
| 1954 | Rhythm of the East                           |                                                               |                                      |                                     |  |
| 1954 | Selfish Giant                                |                                                               |                                      |                                     |  |
| 1954 | Tibetan Prayer Songs                         |                                                               |                                      |                                     |  |
| 1955 | Angels                                       |                                                               |                                      |                                     |  |
| 1955 | Dance Etudes                                 |                                                               |                                      |                                     |  |
| 1955 | Galliarde-Siciliano                          | Ottorino Respighi                                             |                                      |                                     |  |
| 1955 | Hoops                                        | Georges Bizet                                                 |                                      |                                     |  |
| 1955 | Jazz                                         | Heinz Graupner                                                |                                      |                                     |  |
| 1955 | Men & Horses                                 | John S. Beckett                                               |                                      |                                     |  |
| 1955 | Toccata                                      | Pietro Domenico Paradies                                      |                                      |                                     |  |
| 1955 | Under the Sea                                | Camille Saint-Saëns                                           | Sadler’s Wells                       |                                     |  |
| 1955 | Valse Caprice                                | Aram Khachaturian                                             |                                      |                                     |  |
| 1956 | Etude                                        |                                                               |                                      |                                     |  |
| 1956 | Prelude                                      | Johann Sebastian Bach                                         |                                      |                                     |  |
| 1956 | Theme and Variations                         | George Frideric Handel                                        |                                      |                                     |  |
| 1957 | Allegro Vivaci                               | Johann Sebastian Bach                                         |                                      |                                     |  |
| 1957 | Bird                                         |                                                               |                                      |                                     |  |
| 1957 | Café Dansant                                 | George Gershwin                                               |                                      |                                     |  |
| 1957 | Egypt                                        |                                                               |                                      |                                     |  |
| 1957 | The Hunter and the Geese                     |                                                               |                                      |                                     |  |
| 1957 | Madonna                                      |                                                               |                                      |                                     |  |
| 1957 | March                                        | Lev Knipper                                                   |                                      |                                     |  |
| 1957 | Nativity                                     | George Frideric Handel, Franz Schubert, Johann Sebastian Bach |                                      |                                     |  |
| 1957 | Sale                                         | Johann Strauss II                                             |                                      |                                     |  |
| 1957 | The Toyshop                                  | Aram Khachaturian                                             |                                      |                                     |  |
| 1957 | Stranger                                     | Aaron Copland                                                 |                                      |                                     |  |
| 1957 | Witches Kitchen and Walpurgisnight           | Paul Dukas                                                    |                                      |                                     |  |
| 1958 | Dance Divertissement                         |                                                               |                                      |                                     |  |
| 1958 | Dance for four Women                         | Joaquín Turina                                                |                                      |                                     |  |
| 1958 | Dance with Bells                             | John S. Beckett                                               |                                      |                                     |  |
| 1958 | Ritual Fire Dance                            | Manuel de Falla                                               |                                      |                                     |  |
| 1958 | Song of the Earth                            | Antonín Dvořák                                                |                                      |                                     |  |
| 1960 | Allegro                                      | Arcangelo Corelli                                             |                                      |                                     |  |
| 1960 | Dawn of Life                                 |                                                               |                                      |                                     |  |
| 1960 | The Farmer’s Curst Wife                      | Peter Warlock                                                 |                                      |                                     |  |
| 1960 | Frankie and Johannie                         | Peter Warlock                                                 |                                      |                                     |  |
| 1960 | Imaginary Invalid                            | Gioachino Rossini                                             |                                      |                                     |  |
| 1960 | Secret Annexe                                |                                                               |                                      |                                     |  |
| 1960 | West Indian Spiritual                        |                                                               |                                      |                                     |  |
| 1961 | Dance for Two                                | Germaine Tailleferre                                          |                                      |                                     |  |
| 1961 | Egypt                                        |                                                               |                                      |                                     |  |
| 1961 | The House of Bernarda Alba (The Sisters)     | Joaquín Turina                                                |                                      | scritto da Federico Lorca           |  |
| 1961 | Metamorphoses                                | Ovid                                                          |                                      |                                     |  |
| 1961 | Pierrot                                      | Johann Sebastian Bach                                         |                                      |                                     |  |
| 1963 | Dance for Men                                |                                                               |                                      |                                     |  |
| 1963 | Dream                                        | Friedrich Wilckens                                            |                                      |                                     |  |
| 1963 | Lady Isobel and the Elf Knight               | Peter Warlock                                                 |                                      |                                     |  |
| 1963 | Narcissus (The Image)                        | Heinz Graupner                                                |                                      |                                     |  |
| 1965 | Ballad of the Hanged (Villons Epitaph)       |                                                               |                                      |                                     |  |
| 1965 | Cain’s Morning                               |                                                               |                                      |                                     |  |
| 1965 | Canticle of the Sun                          | Johann Pachelbel                                              |                                      |                                     |  |
| 1965 | Creation of Adam & Eve                       | Olivier Messiaen                                              |                                      |                                     |  |
| 1965 | Nightwalkers                                 | Olivier Messiaen                                              |                                      |                                     |  |
| 1965 | Saint Francis and his sermon to the birds    |                                                               |                                      |                                     |  |
| 1968 | Angelic Prelude – Inspirations               | Giuseppe Torelli                                              |                                      |                                     |  |
| 1968 | Salome                                       | Philip Croot                                                  |                                      |                                     |  |
| 1968 | Towards the Light                            | Edvard Grieg                                                  | Sadlers Wells                        |                                     |  |
| 1968 | The Wise & Foolish Virgins                   | Philip Croot                                                  |                                      |                                     |  |
| 1970 | The Scarecrow                                |                                                               |                                      |                                     |  |
| 1971 | Snowchild                                    |                                                               |                                      |                                     |  |
| 1972 | Bamboo                                       | Aram Chatschaturjan                                           | Commonwealth Institute, London       |                                     |  |
| 1972 | Bauhaus                                      | Erik Satie                                                    | Commonwealth Institute, London       |                                     |  |
| 1972 | Embrace                                      | Erik Satie                                                    | Commonwealth Institute, London       |                                     |  |
| 1972 | Flight                                       |                                                               | Commonwealth Institute, London       |                                     |  |
| 1972 | Hieronymus Bosch                             | Roger Cutts                                                   | Commonwealth Institute, London       |                                     |  |
| 1972 | Honoré Daumier                               |                                                               | Commonwealth Institute, London       |                                     |  |
| 1972 | The Hypopatic Doctor                         | Gioachino Rossini, Franz Schubert                             | Commonwealth Institute, London       |                                     |  |
| 1972 | Inspirations                                 | Sergei Rachmaninoff, Claude Debussy                           | Commonwealth Institute, London       |                                     |  |
| 1972 | Man against Flood                            | Yin Chengzong                                                 | Commonwealth Institute, London       | basato sul libro di Rewi Alley      |  |
| 1972 | Prelude                                      |                                                               |                                      |                                     |  |
| 1972 | Renaissance, Scene on Earth, Scene on Heaven | Mompou, Gordon Langford, Banchieri                            | Commonwealth Institute, London       |                                     |  |
| 1972 | Shiva and the Grasshopper                    | Gordon Langford                                               | Commonwealth Institute, London       | basato sulla poesia di Kipling      |  |
| 1972 | Suspension                                   | Maurice Ravel                                                 | Commonwealth Institute, London       |                                     |  |
| 1972 | Tranquillity                                 | Alan Hovhaness                                                | Commonwealth Institute, London       |                                     |  |
| 1972 | Tribal Nocturne                              | Béla Bartók                                                   | Commonwealth Institute, London       |                                     |  |
| 1974 | Archaic                                      |                                                               |                                      |                                     |  |
| 1974 | Bamboo                                       | Aram Chatschaturjan                                           |                                      |                                     |  |
| 1974 | Egypt                                        | Giuseppe Verdi                                                |                                      |                                     |  |
| 1974 | Hieronymus Bosch                             | Roger Cutts                                                   |                                      |                                     |  |
| 1974 | The Hunter and the Hunted                    |                                                               |                                      |                                     |  |
| 1974 | Paul Klee Spring Awakening                   | Béla Bartók                                                   |                                      |                                     |  |
| 1974 | Renaissance                                  | Federico Mompou                                               |                                      |                                     |  |
| 1974 | Spring Awakening                             |                                                               |                                      |                                     |  |
| 1975 | Inspirations                                 | Sergei Rachmaninow, Claude Debussy                            | Hampstead Theatre, London            |                                     |  |
| 1975 | Mobiles                                      | Alfredo Casella                                               | Hampstead Theatre, London            |                                     |  |
| 1975 | Paul Klee Spring Awakening                   | Béla Bartók                                                   | Hampstead Theatre, London            |                                     |  |
| 1975 | Rockpaintings                                | Roger Cutts                                                   | Hampstead Theatre, London            |                                     |  |
| 1975 | Toulouse Lautrec                             | Erik Satie                                                    | Hampstead Theatre, London            |                                     |  |
| 1976 | The Park                                     |                                                               |                                      |                                     |  |
| 1977 | Prelude and Chorale                          | César Franck                                                  |                                      |                                     |  |
| 1977 | Sacred and Profane Dance                     |                                                               |                                      |                                     |  |
| 1979 | African Poetry                               |                                                               |                                      |                                     |  |
| 1979 | Apsaras                                      |                                                               |                                      |                                     |  |
| 1979 | Homage to Barbara Hepworth                   | Heitor Villa-Lobos                                            |                                      |                                     |  |
| 1979 | Prelude                                      | Giuseppe Torelli                                              |                                      |                                     |  |
| 1979 | Tower of Mothers                             | Carl Orff                                                     |                                      |                                     |  |
| 1979 | Tradisches Ballet                            |                                                               |                                      | coreografato da Oskar Schlemmer     |  |
| 1979 | We are Dancing                               | Johann Sebastian Bach                                         |                                      |                                     |  |
| 1983 | The Bow and Arrow                            | David Sutton-Anderson                                         | Hampstead Theatre, London            |                                     |  |
| 1983 | Fishes                                       | David Sutton-Anderson                                         | Hampstead Theatre, London            |                                     |  |
| 1983 | The Letter                                   | Coleridge                                                     | Hampstead Theatre, London            |                                     |  |
| 1983 | The Manikin                                  | Coleridge                                                     | Hampstead Theatre, London            |                                     |  |
| 1983 | The Penguin Story                            | David Sutton-Anderson                                         | Hampstead Theatre, London            |                                     |  |
| 1983 | Pick a Back                                  | Coleridge                                                     | Hampstead Theatre, London            |                                     |  |
| 1983 | Poems on a Boy’s Painting                    | David Sutton-Anderson                                         | Hampstead Theatre, London            | Poesie di Ke Yan, immagini di Bu Di |  |
| 1983 | Sea and Sand                                 |                                                               | Hampstead Theatre, London            | Gedichte von Rewi Alley             |  |
| 1983 | Sea, Clouds, Sparkling Lighthouse, Flames    |                                                               | Hampstead Theatre, London            |                                     |  |
| 1983 | Umbrellas                                    |                                                               | Hampstead Theatre, London            | Poesie di Ke Yan, immagini di Bu Di |  |
| 1983 | What is a Poem                               | David Sutton-Anderson                                         | Hampstead Theatre, London            |                                     |  |
| 1984 | The City                                     | Marcel Rubin                                                  | Hampstead Theatre, London            |                                     |  |
| 1984 | Don Quixote                                  | David Sutton-Anderson                                         | Hampstead Theatre, London            |                                     |  |
| 1984 | Ritual                                       | David Sutton-Anderson                                         | Hampstead Theatre, London            |                                     |  |
| 1984 | Scherzo                                      | Frédéric Chopin                                               |                                      |                                     |  |
| 1988 | Children of the Vorstadt                     | Franz Lehár                                                   | Hampstead Theatre, London            |                                     |  |
| 1988 | Childrens' Games                             |                                                               |                                      |                                     |  |
| 1988 | Death and the Maiden                         | Franz Schubert                                                | Hampstead Theatre, London            |                                     |  |
| 1988 | Egon Schiele in Memoriam, The Dying Empire   | Strauss                                                       | Hampstead Theatre, London            |                                     |  |
| 1988 | The Family                                   | Hugo Wolf                                                     | Hampstead Theatre, London            |                                     |  |
| 1988 | Flemish Picture Sheet                        |                                                               |                                      |                                     |  |
| 1988 | Fluteplayers                                 |                                                               |                                      |                                     |  |
| 1988 | Four Seasons                                 | Antonio Vivaldi                                               | Hampstead Theatre, London            |                                     |  |
| 1988 | Golem                                        | Wilckens                                                      |                                      |                                     |  |
| 1988 | Hands                                        | David Sutton-Anderson                                         | Hampstead Theatre, London            |                                     |  |
| 1988 | The Least is the Most                        | Schlagzeug: David Sutton-Anderson                             | Hampstead Theatre, London            |                                     |  |
| 1988 | Mechanical Ballet                            | Ludwig Hirschfeld Mack                                        |                                      |                                     |  |
| 1988 | Models                                       | Franz Schubert, Arnold Schönberg                              | Hampstead Theatre, London            |                                     |  |
| 1995 | Whales                                       |                                                               |                                      |                                     |  |
| 2000 | Rhythms of the Unconscious Mind              |                                                               |                                      |                                     |  |